# 石井愃一
石井 愃一（いしい けんいち、1946年2月24日 - ）は、日本の俳優、演出家。群馬県沼田市出身。

## 人物
小学生の頃から映画好きで、高校生時代には演劇やコントをしていた。群馬県立沼田高等学校卒。高校卒業後は化学関係の会社に就職するが、1965年、渥美清の付き人となる。この頃は専らストリップ劇場や映画館などをはしごして通いながらコントの研究をする日々を送る。その後舞台芸術学院に1年間在籍し、1970年に蜷川幸雄の「現代人劇場」に入る。そして「櫻社」「風屋敷」などを経て1975年、劇団東京ヴォードヴィルショーに入団。オフィスボードビル所属。以後、多数のテレビドラマ、CM、映画、舞台に出演。
息子は俳優の石井智也。

## 出演

### 映画
- 女は度胸 工員（1969年）
- 男はつらいよシリーズ
  - 男はつらいよ（1969年）- 工員 役
  - 続・男はつらいよ（1969年）
  - 男はつらいよ フーテンの寅（1970年）
  - 新・男はつらいよ（1970年）
  - 男はつらいよ 望郷篇（1970年）
- ヘリウッド（1982年）
- バカヤロー!3 へんな奴ら 第一話「こんな混んでどうするの」（1990年）
- 五星戦隊ダイレンジャー（1993年） - トランプ公爵 役
- 免許がない!（1994年）
- 青空に一番近い場所（1994年）
- 秋桜（1997年）
- ズッコケ三人組 怪盗X物語（1998年）
- ゴジラ2000 ミレニアム（1999年） - オーパーツ編集長 役[2]
- 静かなるドン THE MOVIE（2000年） - 生倉新八 役
- ホワイトアウト - 佐々木友之 役
- 陰陽師（2001年） - 藤原兼家 役
- サトラレ
- ファンキー・モンキー・ティーチャー
- リターナー
- あかね空（2006年） - 武蔵屋 役
- 哀憑歌 〜CHI-MANAKO〜（2008年） ※友情出演
- 同窓会（2008年）

### テレビドラマ

#### NHK
- 宮本武蔵（1984年） - 千代蔵 役
- 連続テレビ小説
  - 澪つくし（1985年） ‐ 植松勝利 役
  - あぐり（1997年） - 太田六助（とめの父） 役
- 土曜ドラマ
  - 地球をダメにする50のかんたんな方法（1992年） - 小俣 役
  - 遠い国からの殺人者（1995年） - 古塚芙佐次 役
- 清左衛門残日録（1993年） - 横山半蔵 役
- ドラマ新銀河
  - ゆっくりおダイエット（1994年）- 大沢課長 役
- 大河ドラマ
  - 八代将軍吉宗（1995年） - 井上正之 役
  - 徳川慶喜（1998年） - 間部詮勝 役
  - 元禄繚乱（1999年） - 内田元知 役
  - 真田丸（2016年） - 木曽義昌 役
- 茂七の事件簿 新ふしぎ草紙（2002年）
- 御宿かわせみ
- クライマーズ・ハイ（2007年） - 亀嶋格 役
- 雪之丞変化（2008年） - 広海屋得右衛門 役
- 鞍馬天狗（2008年） - 駒来根監物 役
- 塚原卜伝（2011年） - 高野聖 役
- そこをなんとか（2012年） - 松浦孝三郎 役
- 吉原裏同心（2014年） - 村崎季光 役
- 銀漢の賦（2014年） - 本庄内記 役
- クロスロード（2016年）- 駒田副署長 役

#### 日本テレビ
- 熱中時代・刑事編 第14話「タンジョウビオメデトウ」（1979年、NTV） - 浅間 役
- 天まであがれ!2（1983年）- 神主 役
- 勝手にしやがれヘイ!ブラザー（1989年 - 1990年） - 星川誠 役
- 史上最悪のファミリー
- 火曜サスペンス劇場
  - 「監察医・室生亜季子11」（1992年）- 長谷川光男 役
  - 「弁護士・高林鮎子16」（1995年）- 川島修平 役
  - 「救命救急センター」（2000年）- 浅間係長 役
  - 「禁じられた二人」（2000年）- 田代修吉 役
  - 下町・銭湯騒動記（2002 - 2005年） - 野口刑事課長 役
- 最後の弁護人
- 一番大切な人は誰ですか?（セミレギュラー）
- 蘇える金狼（ゲスト出演）
- 火曜ドラマゴールド
  - 「美貌のメス 脳神経外科医・津山慶子」（2007年） - 倉木雅之 役

#### TBS
- 渥美清の泣いてたまるか 第19話「豚とマラソン」（1966年） - 陸上部の学生 役
- ひとの不幸は蜜の味
- 八つ墓村（1991年） - 銀川警部 役
- 俺たちルーキーコップ 第12話「大殊勲」（1992年） - 喫茶店マスター
- ウルトラシリーズ
  - ウルトラマンになりたかった男（1993年10月18日）
  - ウルトラマンメビウス（2006年4月8日 - 2007年3月31日、中部日本放送） - トリヤマ補佐官 役
- おかみ三代女の戦い（1995年） - 谷島秀夫 役
- 金田一耕助シリーズ 「悪魔の仮面」（1998年） - 仁礼銀作 役
- ホットマン（2003年）
- 陰の季節（2004年）
- ドラゴン桜（2005年） - 斉藤さん 役
- 魔王（2008年） - 藤野昭仁 役
- 浅見光彦〜最終章〜（2009年） - 保田警部 役
- 水戸黄門第42部 第19話「恋でつないだ権兵衛峠 -伊那-」（2011年2月28日） - 信右衛門 役
- ヤメゴク〜ヤクザやめて頂きます〜 第3話（2015年） - 内島英俊 役
- 月曜ドラマスペシャル→月曜ミステリー劇場→月曜ゴールデン
  - 松本清張作家活動40年記念・黒い画集 坂道の家（1991年8月26日） - 久岡 役
  - 十津川警部シリーズ (渡瀬恒彦版)
    - 十津川警部シリーズ6「萩・津和野に消えた女」（1994年10月17日） - 山下署長 役
    - 十津川警部シリーズ26「特急おおぞら殺人事件」（2002年9月30日） - 田村車掌 役

  - 早乙女千春の添乗報告書8「日光・鬼怒川湯けむりツアー殺人事件」（1999年5月31日） - 三沢光夫 役
  - 浅見光彦シリーズ14「後鳥羽伝説殺人事件」（2000年9月4日） - 大友署長 役
  - 外科医零子1「ハートの記憶」（2001年10月22日）
  - 世直し公務員ザ・公証人3（2003年7月7日） - 小川秀明 役
  - 陰の季節7「清算」（2004年11月29日） - 矢村徹 役
  - 税務調査官・窓際太郎の事件簿15（2007年1月8日） - 和菓子店店主 役
  - 万引きGメン・二階堂雪20「砂の絆」（2011年5月23日） - 十条刑事 役
  - 新・示談交渉人 裏ファイル4（2014年12月8日） - 稲村社長 役
- 危険なビーナス 第7話（2020年11月22日） - 伊本正則 役

#### フジテレビ
- 北の国から（1982年） - 向田順子の父 役
- ねらわれた学園（1982年） - 関大輔 役
- 東映不思議コメディーシリーズ
  - バッテンロボ丸（1982年） - カンチャン星人 役
  - どきんちょ!ネムリン（1985年） - 桃太郎 役
  - 勝手に!カミタマン（1985年） - 根本太郎 役
  - じゃあまん探偵団 魔隣組（1988年） - 間貫一
  - 有言実行三姉妹シュシュトリアン（1993年） - 谷 役
- 月曜ドラマランド
  - 「新・翔んだカップル1」（1984年）
- さよなら李香蘭（1989年）
- 世にも奇妙な物語
  - '90秋の特別編 「絶対イヤ!」（1990年10月4日）
  - 「おれに関する噂」（1991年8月1日）
  - 「替え玉」（1991年9月5日）
  - 「冗費節減」（1991年9月19日）
  - 「顔」（1992年5月7日）
  - '98春の特別編 「サムライ化する男」（1998年4月8日）
- 裸の大将 第51話「清と月の砂漠」（1991年） - 刑事 役
- 鍵師（1993年、1995年） - 長門屋 役
- コンプレックス・ブルー （1994年、ビデオサスペンスシリーズ）
- 渥美清のああ、青春日記（1997年9月24日） - 渥美清の父 役
- ナースのお仕事（1997年） - 山本真一郎 役
- 踊る大捜査線シリーズ - 生活安全課長 役
  - 踊る大捜査線 歳末特別警戒スペシャル
  - 湾岸署婦警物語 初夏の交通安全スペシャル
- きらきらひかる（1998年）
- Over Time-オーバー・タイム（1999年）
- GTOドラマスペシャル（1999年） - 聖アカデミー学園教頭 役
- 西遊記（2006年） - 獏念和尚 役
- アフリカの夜 - 福井県警幹部 役
- ダンドリ。〜Dance☆Drill〜
- 松本清張生誕100年記念作品・駅路（2009年） - 柴崎 役
- 救命病棟24時（2009年）
- 極悪がんぼ（2014年） - 世州腹久郎 役
- お義父さんと呼ばせて（2016年） - 黒岩専務 役
- 金曜エンタテイメント
  - 「サラリーマン刑事」（1998年 - 2004年） - 小塚課長 役
  - 「女ざかり!!区役所の名探偵」（2000 ‐ 2002年） - 川崎雄三 役
  - 「浅見光彦シリーズ12」（2001年） - 喬木弘 役
- 金曜プレステージ
  - 「日向夢子調停委員事件簿5」（2008年）- 秋山昌三 役
  - 「警部補・佐々木丈太郎5」（2013年）- 小野刑事 役

#### テレビ朝日
- あとは寝るだけ（1983年）
- 七人の女弁護士（1993年） - 岩佐宏之 役
- ギャルボーイ!（1997年）
- TRICK2 第1話 - 第3話（2002年1月11日 - 25日、テレビ朝日） - 田島松吉 役
- 霊感バスガイド事件簿（2004年） - 白浜作造 役
- 古都（2005年） - 大友宗助 役
- 京都地検の女（2005年） - 曽根弁護士 役
- 富豪刑事（2006年） ‐ 執事・岸谷 役
- 獣拳戦隊ゲキレンジャー（2007年） - 吉良上野介 役
- モップガール（2007年） - 美濃部達吉 役
- 警官の血（2009年） - 市橋正 役
- アンタッチャブル〜事件記者・鳴海遼子〜（2009年） - 武士沢慶一 役
- 警視庁捜査一課9係（2010年） - 篠宮譲 役
- 警部補 矢部謙三 第2シリーズ（2013年） - 小池貞夫 役
- おかしな刑事（2017年） ‐ 足立陽一 役
- 無用庵隠居修行3（2019年） ‐ 坂本喜三郎 役
- 相棒（2019年）- 高村修三 役
- 土曜ワイド劇場
  - 「松本清張作家活動40年記念・一年半待て」（1991年） - 海野亥太郎 役
  - 「混浴露天風呂連続殺人12」（1993年） - 野崎信弘 役
  - 「新・赤かぶ検事奮戦記1」（1994年） - 有松徳治 役
  - 「おかしな刑事2」（2005年） - 三枝辰明 役
  - 「牟田刑事官VS終着駅の牛尾刑事そして事件記者冴子5」（2005年） - 馬場崎刑事 役
  - 「広域警察4」（2013年） - 三好辰夫 役

#### テレビ東京
- パパこげてるョ!（1987年）
- 月曜・女のサスペンス「蒸発美人妻殺人事件」（1991年）
- 孤独のグルメ Season5 第8話（2015年11月21日）- 尾崎 役
- 女と愛とミステリー「坊さん弁護士・郷田夢栄1」（2003年）‐ 岩井係長 役
- 水曜ミステリー9
  - 「湯けむりドクター華岡万里子の温泉事件簿」（2005年 - 2013年） - 志村仙吉（村長）役
  - 「多摩南署たたき上げ刑事・近松丙吉11」（2013年）- 家梨 役
  - 「トカゲの女 警視庁特殊犯罪バイク班」（2014年）- 時田肇 役

### 舞台
- ゴドーを待ちながら（2011年、新国立劇場） - ポッツォ 役
- アドルフに告ぐ（2015年、KAAT神奈川芸術劇場） - イザーク・カミル 役
- 尺には尺を（2016年、彩の国さいたま芸術劇場 大ホール 他）[4]
- ビニールの城（2016年、Bunkamura シアターコクーン）[5]
- 寺山音楽劇『中国の不思議な役人』～40th special performance～（2017年、東京芸術劇場 シアターウエスト）[6]
- 風のほこり（2017年、芝居砦・満天星）[7]
- NINAGAWA・マクベス（2017年、彩の国さいたま芸術劇場 大ホール 他） - 門番 役[8]
- 田茂神家の一族（2017年、紀伊國屋ホール）[9]
- 笑う巨塔（2018年、東京グローブ座）[10]
- 終われない男たち（2018年、本多劇場）[11]
- 舞台「女帝」（2018年、CBGKシブゲキ!!）[12]
- 唐版 風の又三郎（2019年、Bunkamura シアターコクーン 他） - 珍腐 役[13]
- ミュージカル「てだのふあ」（2019年、紀伊國屋サザンシアター TAKASHIMAYA）[14]
- レッドスネーク、カモン!!（2019年、三越劇場） - パン猪狩 役[15]
- 三谷幸喜作「アパッチ砦の攻防」より「罪のない嘘」～毎日がエイプリルフール～（2020年、ヒューリックホール東京 他）[16]
- 1999年の夏休み 2020ver.（2020年、R'sアートコート）[17]
- 喜劇 お染与太郎珍道中（2021年、新橋演舞場 他） - 地武太治部右衛門 役[18]
- 手の平（2021年、新宿シアタートップス）[19]
- 泥人魚（2021年、Bunkamura シアターコクーン）[20]
- ミュージカル「てだのふあ」（2022年、ルネこだいら 中ホール） - ロクさん 役[21]
- その場しのぎの男たち（2023年、紀伊國屋サザンシアター TAKASHIMAYA）[22]
- ロミオとジュリエット（2023年、有楽町よみうりホール 他） - 僧ロレンス 役[23]
- パートタイマー・秋子（2024年、東京芸術劇場 シアターウエスト 他）[24]
- 狩場の悲劇（2025年公演予定、紀伊國屋サザンシアター TAKASHIMAYA）[25]

### Vシネマ
- ウルトラマンメビウス外伝 アーマードダークネス（2008年）- トリヤマ補佐官 役
- 静かなるドンシリーズ- 生倉新八 役
- 修羅のみち４ 北九州代理戦争（2002年）- 張成金 役
- 覇者の掟（2018年） - 竜仁会山際組組長 山際 役

### ゲーム
- COMBAT QUEEN（2002年、タイトー） - 安倍聡 役

### 吹き替え
- ナイト・トレイン/破滅へのカウントダウン（2025年） - フレイザー 役（ジェームズ・コスモ）[26]

### バラエティ
- みごろ!たべごろ!笑いごろ! 昼メロのパロディーコント - 老けた学生 役 ※レギュラー出演
- オレたちひょうきん族
  - ひょうきんベストテン - 中井貴一、高倉健役
  - ひょうきん日本語講座応用編（ショートコントを担当）
- お笑いマンガ道場
- クイズ百点満点 - 「満点劇場」父親 役
- 週刊スタミナ天国（「ファンキー事件簿」の再現VTRに出演）
- 踊る!さんま御殿!!
- 世直しバラエティー カンゴロンゴ
- レディス4（2008年11月27日） ※娘・石井千絵と共演

### CM
- 関東電気保安協会
- NTTドコモ（2007年）